# Rufohammus rufifrons
Rufohammus rufifrons är en skalbaggsart som först beskrevs av Aurivillius 1927.  Rufohammus rufifrons ingår i släktet Rufohammus och familjen långhorningar. Inga underarter finns listade i Catalogue of Life.